# Castell de Lladorre
El Castell de Lladorre és un edifici de Lladorre (Pallars Sobirà) declarada Bé Cultural d'Interès Nacional.

## Descripció
El castell de Lladorre té planta lleugerament ovalada, amb una longitud aproximada de 40 metres i una amplada d'entre 15 i 19 metres. Actualment els murs es conserven en alguns sectors fins a una alçada de 5 metres. Es conserva gairebé tot el perímetre però han caigut l'angle nord-oest i el tram més occidental de la paret meridional.
A la paret septentrional hi ha 5 espitlleres i, cap a l'interior, hi ha un mur paral·lel que correspon al tancament de les cambres. A la paret meridional només conserva 3 espitlleres però són més evidents les dependencies adossades als murs, conservant-se també els murs de separació entre elles; hi ha almenys 8 cambres diferents amb unes mides d'uns 2,30 x 3,30 metres.
El parament és de pedra llicorella unida amb fang.

## Història
La primera notícia documental de Lladorre data de l'any 1146, en l'acta de consagració de l'església de Sant Martí de Cardós o del Pui. El castell de Lladorre pertangué al comte de Pallars fins al segle xv. L'any 1281, Arnau Roger, que havia pres part activa en les revolta nobiliàries contra Pere el Gran, fou capturat a Balaguer, i hagué de lliurar el domini directe del castell al veguer reial, Ramon de Molina. Conquerit el Pallars per les forces reials l'any 1491, Lladorre passà a mans dels Cardona, i a la darreria del segle xvii als seus successors, els ducs de Medinaceli. Actualment és propietat de la família Blasi, i el torrent que passa pel seu costat rep també aquest nom. Torrent de Blasi.